# AP-66 (Spanje)
De autopista AP-66 of Autopista Ruta de la Plata is een weg in de Spaanse regio Castilië en León en heeft een lengte van 78 km. Deze weg is een opwaardering van de nationale weg N-630,
Deze weg is eigenlijk het tolgedeelte van de A-66 en begint bij Campomanes en eindigt net ten zuidwesten van León. De gehele route, dus A-66 en AP-66, loopt van Gijón, Asturië, naar Sevilla, Andalusië.
De AP-66 heeft in totaal 7 tunnels.